# Sibusiso Matsenjwa
Sibusiso Bruno Matsenjwa (* 2. Mai 1988 in Siteki) ist ein eswatinischer Leichtathlet, der sich auf den Sprint spezialisiert hat. Aktuell ist er Inhaber der Landesrekorde über 100 und 200 Meter.

## Sportliche Laufbahn
Erste internationale Erfahrungen sammelte Sibusiso Matsenjwa 2009 bei den Weltmeisterschaften in Berlin, bei denen er im 200-Meter-Lauf mit 21,93 s in der ersten Runde ausschied. Im Jahr darauf nahm er im 60-Meter-Lauf an den Hallenweltmeisterschaften in Doha teil, schied aber auch dort mit 7,39 s im Vorlauf aus. Im Jahr darauf folgte das Aus in der Vorrunde über 200 Meter bei den Weltmeisterschaften in Daegu mit 21,29 s, ehe er bei seinen ersten Afrikaspielen in Maputo im 100-Meter-Lauf bis in das Halbfinale gelangte und dort mit 10,43 s ausschied. Zudem belegte er über 200 Meter in 21,08 s den siebten Platz. 2012 schied er bei den Hallenweltmeisterschaften in Istanbul mit 7,04 s über 60 Meter erneut in der Vorrunde aus, wie auch bei den Afrikameisterschaften in Porto-Novo über 100 Meter mit 10,91 s. Über 200 Meter erreichte er dort das Halbfinale, in dem er mit 21,21 s ausschied. Dank einer Wildcard nahm er anschließend an den Olympischen Spielen in London teil, bei denen er mit 20,93 s aber im Vorlauf ausschied.
2013 nahm er an der Sommer-Universiade in Kasan teil, schied dort über 100 Meter mit 10,53 s im Viertelfinale aus und erreichte über 200 Meter in 20,99 s den achten Platz. Im Jahr darauf schied er bei den Hallenweltmeisterschaften in Sopot über 60 Meter mit 6,88 s in der ersten Runde aus und scheiterte auch bei den Commonwealth Games in Glasgow über 100 und 200 Meter in der Vorrunde mit 10,56 s bzw. 21,08 s. Anschließend nahm er über 100 Meter an den Afrikameisterschaften in Marrakesch teil und schied dort mit 10,80 s im Halbfinale aus. 2015 nahm er über 200 Meter erneut an den Weltmeisterschaften in Peking teil und schied dort mit 20,78 s in der Vorrunde aus. Daraufhin erreichte er bei den Afrikaspielen in Brazzaville über 100 Meter das Halbfinale, in dem er mit 10,46 s ausschied und über 200 Meter wurde er in 20,93 s Sechster. Bei den Leichtathletik-Hallenweltmeisterschaften 2016 in Portland schied er ein weiteres Mal in der ersten Runde aus, diesmal mit 6,95 s. Anschließend erreichte er bei den Afrikameisterschaften in Durban über 200 Meter das Halbfinale, wurde dort aber disqualifiziert. Dank einer erneuten Wildcard nahm er auch an den Olympischen Spielen in Rio de Janeiro teil, schied dort aber mit 20,63 s bereits im Vorlauf aus.
2017 schied er bei den Weltmeisterschaften in London über 200 Meter mit 20,67 s in der Vorrunde aus. Im Jahr darauf schied er bei den Hallenweltmeisterschaften in Birmingham mit 6,82 s in der ersten Runde aus. Kurz darauf nahm er erneut an den Commonwealth Games im australischen Gold Coast teil und erreichte dort über 100 und 200 Meter das Finale, in dem er mit 10,37 s bzw. 21,16 s ausschied. Auch bei den Afrikameisterschaften in Asaba erreichte er über 200 Meter das Halbfinale und schied dort mit 21,07 s aus. 2019 nahm er bereits zum dritten Mal an den Afrikaspielen in Rabat teil und belegte dort über 200 Meter in 20,83 s den fünften Platz, während er über 100 Meter mit 10,54 s im Halbfinale ausschied. Anschließend schied er bei den Weltmeisterschaften in Doha über 200 Meter mit 20,85 s im Vorlauf aus. 2021 nahm er über 200 m an den Olympischen Spielen in Tokio teil und schied dort mit neuem Landesrekord von 20,22 s im Halbfinale aus. Während der Schlussfeier war er der Fahnenträger seiner Nation.
2022 erreichte er bei den Afrikameisterschaften in Port Louis das Halbfinale über 100 Meter und schied dort mit 10,41 s aus. Anschließend kam er bei den Weltmeisterschaften in Eugene mit 20,60 s nicht über die erste Runde über 200 Meter hinaus und belegte dann bei den Commonwealth Games in Birmingham in 20,92 s den siebten Platz. Im Jahr darauf kam er bei den Weltmeisterschaften in Budapest mit 20,88 s nicht über den Vorlauf über 200 Meter hinaus. 2024 schied er bei den Hallenweltmeisterschaften in Glasgow mit neuem Landesrekord von 6,74 s in der Vorrunde über 60 Meter aus. Anschließend belegte er bei den Afrikaspielen in Accra in 21,12 s den fünften Platz. Im Juni schied er bei den Afrikameisterschaften in Douala mit 10,66 s im Halbfinale über 100 Meter aus und belegte über 200 Meter in 20,95 s den fünften Platz. Zudem verpasste er mit der eswatinischen 4-mal-100-Meter-Staffel mit 39,82 s den Finaleinzug. Im August schied er bei den Olympischen Sommerspielen in Paris mit 10,39 s in der ersten Runde über 100 Meter aus.
In den Jahren 2019, 2021 und 2022 wurde Matsenjwa eswatinischer Meister im 100- und 200-Meter-Lauf. Er absolvierte ein Studium an der Polytechnic University of the Philippines in Manila.

## Persönliche Bestzeiten
- 100 Meter: 10,22 s (+0,3 m/s), 6. Juli 2018 in Réduit (eswatinischer Rekord)
  - 60 Meter (Halle): 6,74 s, 1. März 2024 in Glasgow (eswatinischer Rekord)
- 200 Meter: 20,22 s (+0,2 m/s), 3. August 2021 in Tokio (eswatinischer Rekord)